# قناة تحت الحجاج
القَناةُ تَحْتَ الحَجاج هي قناة توجد في قاعدة محجر العين وتفتح على الفك العلوي. وهي تمتد مع التلم تحت الحجاجي وتفتح على الفك العلوي عند الثقبة الحجاجية، ويعبر من خلالها العصب تحت الحجاج والشريان تحت الحجاج.

## التركيب
هي إحدى قنوات محجر العين والتي تظهر على سط الفك العلوي، وتفتح القناة أسفل محجر العين تماماً.

## الوظيفة
تنقل العصب تحت الحجاج وكذلك الشريان تحت الحجاج، وكلاهما يدخل هذه القناة عن طريق التلم تحت الحجاجي، وبعد امتدادها داخل جيوب الفك العلوي تخرج عن طريق الثقبة تحت الحجاجية. وقبل ان تنتهي إلى الثقبة تحت الحجاجية يتفرع عنها العصب السنخي العلوي الامامي والعصب السنخي العلوي الأوسط والشرايين المقابلة لهما.